# Ladislav Soldán
Ladislav Soldán (* 10. října 1938 Brno – 23. dubna 2025 ) je český literární historik a kritik. Užívá také pseudonymy Ladislav Jurkovič nebo L. Sel.vet

## Život
V roce 1956 maturoval na JSŠ v Blansku, v letech 1957–1961 absolvoval vysokoškolská studia oboru filozofie - historie na Filozofické fakultě UJEP, nynější Masarykově univerzity v Brně. Tamtéž externě absolvoval obor Divadelní věda (1963–1970). Jako učitel působil na ZŠ v Petrově nad Desnou (1963–1964), poté ve Sloupu v Moravském krasu. Od dubna 1964 se na základě konkurzu stal asistentem tehdejšího Slovenského ústavu pre ďalšie vzdelávanie lekárov v Bratislavě, od 1967 tamtéž ve funkci odborného a vědeckého pracovníka na ústavu přejmenovaném na Inštitút lekárov a farmaceutov (do roku 1970). Poté pracoval jako odborný pracovníkem tehdejšího Okresního kulturního střediska v Blansku. V letech 1972–1973 byl jmenován ředitelem zdejšího okresního muzea. Poté byl zaměstnán na brněnských vysokých školách jako učitel.
V roce 1968 získal titul PhDr, v roce 1985 se stal docentem. Předmětem jeho badatelského zájmu byly po léta otázky filozofické antropologie a osobnosti Ericha Fromma, dále životního profilu a kritického díla jeho vysokoškolského učitele, v Brně působícího doc. dr. Olega Suse (1924–1982).

### Rodina
V roce 1963 se oženil s Marií Heclovou (dcera Šárka 1964). Jeho druhou ženou byla od roku 1965 Mirjana rozená Kljajić, srbské národnosti (1941 – 2015), se kterou měl syny Slobodana a Tomislava. Manželka, narozená v Sarajevu, patřila k významným rodinám Sládečků a Odkolků, majitelů mlýnů atd., působících v blízkém okolí Sarajeva, poté z vlastního rozhodnutí přestěhovaných do nynější České republiky.[ujasnit][zdroj?]

## Dílo

### Edice kritických textů (i celého díla výběrově)
- Karel Schulz: Tvář neznámého a jiné prózy Editor, autor doslovu, edičních poznámek a vysvětlivek Ladislav Soldán, (Arca JiMfa Třebíč a Gloria 1998. 224 str.)
- Miloš Dvořák: Doma v Jasenici Uspořádal a k vydání připravil Ladislav Soldán. (Pro obec Jasenice vydalo nakl. L. Marek, Brno 2006)
- Miloš Dvořák: O katolictví v české literatuře K vydání připravil, studií HOST V DOMĚ HOSTA a Výběrovou bibliografií M. Dvořáka od r. 1960 doplnil Ladislav Soldán (L. Marek, Brno 2007)
- Miloš Dvořák: O Jakubu Demlovi Uspořádal a doslovem Miloš Dvořák o Jakubu Demlovi doplnil Ladislav Soldán (Nakladatelství CHERM, Praha 2007)
- Miloš Dvořák: Inflace slova v našem věku Texty z let 1945- 1969. Uspořádal a Doslovem a komentářem autora doprovodil Ladislav Soldán (Cherm, edice Duch a tvar sv. 4) (CHERM, Praha 2009)
- Jan Strakoš: O české literatuře, kritice a historii Editoval a Doslovem doprovodil Ladislav Soldán (CHERM, edice Duch a tvar sv. 7) (CHERM, Praha 2012)
- Miloš Dvořák: Svítání kritikovo Texty z let 1919 – 1944. Uspořádal a doslovem s názvem Býti kritikem doplnil Ladislav Soldán (CHERM, edice Duch a tvar s. 9)(CHERM, Praha 2017)
- Karel Kapoun: Básník Uspořádali Ladislav Soldán a Ivo Lukáš. Doslovem nazvaným Karel Kapoun (1902 – 1963) Básník dnes málem zapomenutý doprovodil Ladislav Soldán (Nakladatelství Barrister – Principal, Brno 2015)
- Robert Konečný: Spáč pod plamenem Básně, kritiky, vyznání. Uspořádal a doslov s názvem Robert Konečný, literární kritik a redaktor napsal Ladislav Soldán (nakladatelství L. Marek, Brno 2006)
- Oleg Sus méně známý. (A stejně neúprosný) Z Článků, Recenzí, Glosáře, Lektýrníku, Sami proti sobě a jiných rubrik HOSTA DO DOMU 1968. Edičně připravil a doslov napsal Ladislav Soldán (Tribun EU, Brno 2017)
- Bohumil Marčák -Ladislav Soldán: Osmkrát Oleg Sus. (Podtitul: Vždy stejný a vždy trochu jiný). Vydalo nakladatelství Miroslav Klepáček - Sursum Tišnov - Brno 2018. Editor Ladislav Soldán. Fotografie Bohumil Marčák.

### Básnické sbírky
- Ještě naposled Bibliofilie – 49 ks – „Básnický deník z let 1998 – 1999“ – podtitul editora Tomáše Mazáče (Brno – Žilina 1999)
- Bydliště slov (Echolálie krajinomalby vyznání 1998 – 2001) (Gloria, Rosice u Brna 2003)
- Písmeny proti zdi (Básně 2002 – 2005) (Knihař, Brno 2005)
- A do třetice pleskot vět (Básně 2005 – 2007) (L. Marek, Brno 2008
- Polibky, plivance a jiné zvyklosti (Básně 2015 – 2016) (Miroslav Klepáček – Sursum 2016)
- Krajiny a zvyklosti spíše místní (Básně z roku 2016) ) (Tribun EU, s.r.o., Brno 2017)
- Stále se slovy (Básně 2017 – 2018) (Tribun ET, s. r. o., Brno 2018)
- Zase se slovu aneb Všehochuť (Básně 1959 – 1960 a 2017) (Tribun EU, s.r.o., Brno 2017)
- 77krát v sedmistupech (Básně od Božího hodu 2017 přes Nový rok 2018 až do Hromnic) (Tribun, s.r.o., Brno 2018)
- Až pod zuby slov (Básně z roku 2018) (Tribun EU, s.r.o., Brno 2018)
- Polibky, plivance a jiné zvyklosti (2. vydání) (GLYF Media, Brno 2020)

### Další díla
- Ke genezi kritika, mladý Bedřich Václavek a F. X. Šalda (1977)
- Jaroslav Hašek (1982)
- Karel Dostál-Lutinov a Nový život : dva sloupy Katolické moderny (2000)
- Od konce století před práh milénia

### Účast na kolektivních dílech
- Lexikon české literatury
- Přehledné dějiny literatury II, III
- Karel Dostál-Lutinov bez mýtů, předsudků a iluzí : nástin života a díla vůdčí osobnosti českého katolického modernismu (s Pavlem Markem, 1998)